# Гутерриш, Висенте
Висенте Гутерриш (порт. Vicente Guterres; род. 22 января 1955, Baguia, Баукау) — восточнотиморский государственный и правительственный деятель. Член парламента Восточного Тимора и его вице-председатель с 2007 года.

## Биография
На парламентских выборах в июне 2007 года был избран в парламент в списке кандидатов «Национального конгресса за реконструкцию Тимора», возглавляемого Шананой Гужманом.
В июле 2012 года был избран председателем парламента.
Стал исполняющим обязанности президента Восточного Тимора после того, как президент Жозе Рамуш-Орта был ранен в результате нападения на его дом 11 февраля 2008 года. В качестве исполняющего обязанности президента объявил двухдневное чрезвычайное положение 12 февраля 2008 года. После возвращения из Португалии председатель парламента Фернанду ди Араужу занял должность президента 13 февраля 2008 года. Во время пребывания в должности боролся за активизацию усилий по борьбе с бедностью. По данным ОЭСР и Группы Всемирного банка уровень жизни в стране колеблется от достойного до ниже среднего.

## Награды
В 2017 году был награждён орденом Восточного Тимора.